# Luigi Dassogno
Luigi Dassogno (Berbenno, 6 marzo 1913 – Sondrio, 6 agosto 1995) è stato un politico e geometra italiano.
Geometra e segretario comunale, viene eletto Presidente della Provincia di Sondrio nel 1975, carica che manterrà fino al 1980.